# Leiothlypis luciae
A Leiothlypis luciae a madarak osztályának verébalakúak (Passeriformes) rendjébe és az újvilági poszátafélék (Parulidae) családjába tartozó faj.

## Rendszerezése
A fajt Thomas Say amerikai természettudós írta le 1823-ban, a Helminthophila nembe Helminthophila luciae néven. Sorolták a Vermivora nembe Vermivora luciae néven, vagy az Oreothlypis nembe Oreothlypis luciae néven is.

## Előfordulása
Az Amerikai Egyesült Államok délnyugati és Mexikó nyugati részén honos. Természetes élőhelyei a szubtrópusi és trópusi száraz cserjések. Vonuló faj.

## Megjelenése
Testhossza 11 centiméter.

## Életmódja
Rovarokkal és pókokkal táplálkozik.

## Természetvédelmi helyzete
Az elterjedési területe nagyon nagy, egyedszáma pedig növekszik. A Természetvédelmi Világszövetség Vörös listáján nem fenyegetett fajként szerepel.